# Ottoite
L'ottoite (simbolo IMA: Oto) è un minerale appartenente alla famiglia degli "ossidi e idrossidi" con composizione chimica Pb2TeO5.

## Etimologia e storia
L'ottoite prende il nome dalla Otto Mountain (35.27222°N 116.09513°W) dove si trova la miniera "Aga", una delle sue località tipo; altra località tipo situata nella stessa zona è il cumulo "Bird Nest".
Il campione tipo del minerale è conservato presso il "Natural History Museum of Los Angeles County" a Los Angeles (California) con i numeri di catalogo 62511, 62512, 62528, 62529 e 62530.

## Classificazione
L'ottoite, approvata dall'Associazione Mineralogica Internazionale (IMA) nel 2009, non ha fatto in tempo a essere inserita nella nona edizione della sistematica dei minerali di Strunz, aggiornata dall'IMA fino a quello stesso anno.
Nell'edizione successiva, proseguita dal database "mindat.org" e chiamata Classificazione Strunz-mindat, l'ottoite è elencata nella classe "7. Solfati (selenati, tellurati, cromati, molibdati, tungstati)" e nella sottoclasse "7.A Solfati (selenati, ecc.) senza anioni aggiuntivi, senza H2O"; questa è ulteriormente suddivisa in base alla dimensione dei cationi coinvolti, in modo tale da trovare l'ottoite nella sezione "7.AB Con cationi di media dimensione" dove è l'unico membro del sistema nº 7.AB.25.
Nella Sistematica dei lapis (Lapis-Systematik) di Stefan Weiß l'ottoite si trova nella classe degli "ossidi" e nella sottoclasse dei "solfiti, seleniti, telluriti"; qui il minerale è nella sezione "tellurati con gruppi [Te6+O6]6- e strutture correlate" dove forma il sistema nº IV/K.15 insieme ad agaite, andychristyite, backite, bairdite, brumadoite, cesbronite, cuzticite, dagenaisite, eckhardite, frankhawthorneite, fuettererite, jensenite, khinite, kuranakhite, leisingite, mcalpineite, markcooperite, mojaveite, montanite, paratimroseite, raisaite, timroseite, utahite, xocolatlite, xocomecatlite e yafsoanite.

## Abito cristallino
L'ottoite cristallizza nel sistema monoclino nel gruppo spaziale I2/a con i parametri reticolari a = 7,5353(6) Å, b = 5,7142(5) Å, c = 10,8981(12) Å e β = 91,330(6)°, oltre a 4 unità di formula per cella unitaria.

## Origine e giacitura
L'ottoite è stata trovata sulle superfici di frattura e in piccole cavità in vene di quarzo brecciate che attraversano rocce di tipo granitico. I minerali di accompagnamento sono acantite, clorargirite ricca di bromo, oro, iodargirite, khinite, wulfenite, housleyite, markcooperite, thorneite e timroseite. L'ottoite e la maggior parte degli altri minerali secondari, come paratimroseite e telluroperite, sono interpretati come formati dall'ossidazione parziale di solfuri e tellururi primari durante o dopo la brecciatura delle vene. Una generazione successiva di mineralizzazione di quarzo ha quindi cementato nuovamente le brecce, isolando e proteggendo efficacemente la mineralizzazione secondaria da ulteriori alterazioni.
L'ottoite è una formazione minerale rara ed è stata trovata solo in pochissime località, tutte negli Stati Uniti: la Otto Mountain, dove sono situate le due località tipo del minerale, nella contea di San Bernardino (in California) e il distretto minerario "Tombstone" nella contea di Cochise (in Arizona).

## Forma in cui si presenta in natura
L'ottoite si manifesta in cristalli complessi a forma di lancia di dimensioni fino a 0,5 mm; il colore del minerale è giallo con lucentezza adamantina. I cristalli sono trasparenti e il colore dello striscio dell'ottoite è giallo pallido.